# Langelandia macedonia
Langelandia macedonia is een keversoort uit de familie somberkevers (Zopheridae). De wetenschappelijke naam van de soort werd in 1980 gepubliceerd door Franz.